# Ché Walker
Ché Walker (Londra, 1968) è un attore, drammaturgo, regista teatrale e insegnante britannico.

## Biografia
Insefna presso la Identity Drama School. Walker vive a Camden a Londra  Il suo musical Been So Long è stato rappresentato all'Edinburgh Fringe Festival, e al Young Vic . Sua madre è l'attrice Ann Mitchell.

## Riconoscimenti
- 2003 Premio George Devine
- Premio Young Writers Arts Council 2003, per Flesh Wound

## Teatro

### Drammaturgo
- Been So Long, Royal Court Theatre, Londra, 1998; Young Vic Theatre, Londra, 2009
- Jack and the Beanstalk, Lyric Theatre Hammersmith, Londra, 2009
- traduzione di Ifigenia di Sofocle, Southwark Playhouse
- Flesh Wound, Royal Court Theatre Al piano superiore, Londra,
- Crazy Love, Glasgow: Oran Mor, Scozia, 2007
- Dance for Me, Webber Douglas, 2004
- Una passione per il caos
- Greenskin Gal
- Inner City Magic
- traduzione di Ladri d'auto di Akos Nemeth, Cottesloe Theatre, National Theatre, Londra, 2004
- The Frontline, Globe, London, 2008 [5][6]
- The Lightning Child, Globe, Londra, 2013

### Regista
- Etta Jenks (Finborough Theatre)
- Achidi J's Final Hours (Finborough Theatre)
- Rootz Spectacula (Teatro di Belgrado, Coventry)
- Macbeth (Southwark Playhouse)
- The Glory of Living (Battersea Arts Center)
- Balm in Gilead (RADA)
- A Mouthful of Birds (RADA)
- Una preghiera per Owen Meany (Corbett Theatre)
- A Flea in Her Ear (Corbett Theatre)
- The Hot L Baltimore (Corbett Theater)
- The Time Of Our Lies (Park Theater) [7]

### Attore
- Otello (il globo di Shakespeare)
- The Pitchfork Disney (Citizens Theatre)
- Old Rose (Citizens Theatre)
- Sunshine (Southwark Playhouse)
- Biloxi Blues (Salisbury Playhouse)
- Wait Until Dark (Plymouth Theatre Royal)
- Danny and the Deep Blue Sea (Interchange Studios)

## Filmografia
È anche apparso in televisione, crediti tra cui The Office e EastEnders .